# Харитоновская (Сибирский сельсовет)
Харитоновская — деревня в Верховажском районе Вологодской области.
Входит в состав Сибирского сельского поселения, с точки зрения административно-территориального деления — в Сибирский сельсовет.
Расстояние по автодороге до районного центра Верховажья — 57 км, до центра муниципального образования Елисеевской — 9 км. Ближайшие населённые пункты — Сакулинская, Осташевская, Сафроновская, Ворониха.
По переписи 2002 года население — 21 человек (7 мужчин, 14 женщин). Всё население — русские.